# ビエンティナ
ビエンティナ（伊: Bientina）は、イタリア共和国トスカーナ州ピサ県にある、人口約8,600人の基礎自治体（コムーネ）。

## 地理

### 位置・広がり

#### 隣接コムーネ
隣接するコムーネは以下の通り。括弧内のLUはルッカ県所属を示す。
- アルトパーショ (LU)
- ブーティ
- カルチナーイア
- カパンノリ (LU)
- カステルフランコ・ディ・ソット
- サンタ・マリーア・ア・モンテ
- ヴィコピザーノ

### 気候分類・地震分類
ビエンティナにおけるイタリアの気候分類 (it) および度日は、zona D, 1856 GGである。
また、イタリアの地震リスク階級 (it) では、zona 3 (sismicità bassa) に分類される。

## 行政

### 分離集落
ビエンティナには、以下の分離集落（フラツィオーネ）がある。
- Caccialupi, Puntone, Quattro Strade, Santa Colomba

## 自然
コムーネ北半分のルッカ県とまたがる地域には昔、約40平方キロメートルの大きな湖と沼があった。19世紀の埋め立てにより農地となるが、やはり自然または半自然の湿地および遊水池が多く残っており、オオマツユキソウ、アルプスクシイモリなどの多くの動植物が生息している。一帯は渡りと越冬の鳥類の重要な停留地で、生物多様性のホットスポットとして2025年にラムサール条約に登録された。